# أليكس دانشيف
ألكسندر دانشيف (26 أغسطس 1955- 7 أغسطس 2016) مؤرخ وكاتب سيرة ذاتية وضابط في الجيش البريطاني. وتراوحت أعماله من التاريخ العسكري إلى حياة الفنانين. تنبع أصالته من معرفة واسعة وضعت في خدمة فهم مشترك للمجالات المتباينة مثل الفن والحرب.

## النشأة
ولد دانشيف في بولتون، لانكشاير في عام 1955، وهو مهندس تعدين بلجيكي بلغاري، وزوجته آن (نيه غيلمان). درس التاريخ والاقتصاد في الكلية الجامعية في جامعة أكسفورد، حيث تخرج في عام 1977. ثم التحق بقاعة الثالوث في جامعة كامبريدج، حيث حصل على شهادة الدراسات العليا في التعليم. في عام 1978 بدأ التدريس في أكاديمية ساندهيرست العسكرية الملكية. وبهذه الصفة، عمل كضابط في فيلق التعليم في الجيش الملكي للسنوات العشر التالية.
بالإضافة إلى أنشطته التدريسية، درس دراسات الحرب في كلية كينغز في لندن وحصل على الدكتوراه هناك في عام 1984.

## المهنة
في عام 1988 ترك الجيش البريطاني وعقد زمالة بحثية في كلية كينغز في لندن. ثم أصبح محاضرا في العلاقات الدولية في جامعة كيلي. وأصبح بعد ذلك أستاذا ورئيسا للقسم. من عام 2004 إلى عام 2014 درس في كلية السياسة والعلاقات الدولية في جامعة نوتنغهام. في عام 2014 انتقل إلى جامعة سانت أندروز، حيث درس كأستاذ للعلاقات الدولية حتى وفاته.
كان دانشيف زميلا زائرا في كوين ماري، جامعة لندن وكلية سانت أنتوني، أكسفورد.
كتب بانتظام لصحيفة تايمز للتعليم العالي والمكملات الأدبية، ومجلة لندن ريفيو أوف بوكس والغارديان.

## الحياة الشخصية
وكان دانشيف متزوجا من دي كوبر منذ عام 1998. جلبت زوجته ابنتين إلى الزواج. توفي بسبب احتشاء عضلة القلب في أغسطس 2016 عن عمر يناهز 60 عاما.

## أعمال مختارة
- أوليفر فرانكس: الأب المؤسس، (1993، مطبعة جامعة أكسفورد، أكسفورد).
- الخيميائي من الحرب : حياة باسيل ليدل هارت (1998).
- يوميات الحرب : المشير اللورد ألانبروك (2001).
- جورج براك: حياة (2005).
- عن الفن والحرب والإرهاب (2009).
- 100 بيان للفنانين (2011).
- سيزان: حياة (2012).
- عن الخير والشر والمنطقة الرمادية (2015).
- ماغريت: حياة (2021).